# Vier Schönheiten
Als die Vier Schönheiten (chinesisch 四大美人, Pinyin sì dà měirén oder 四大美女,  sì dà měinǚ) werden vier Gestalten der chinesischen Geschichte beziehungsweise Mythologie bezeichnet, die für ihre außerordentliche Schönheit bekannt sind. 

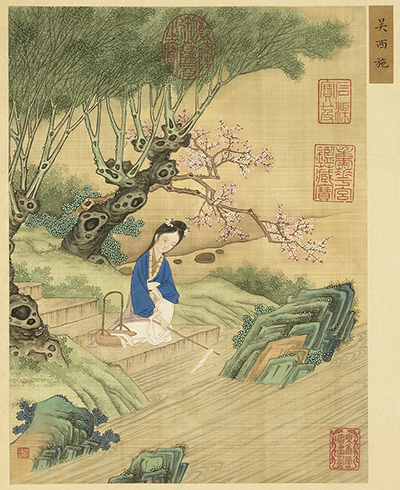
Xishi
Yang Guifei
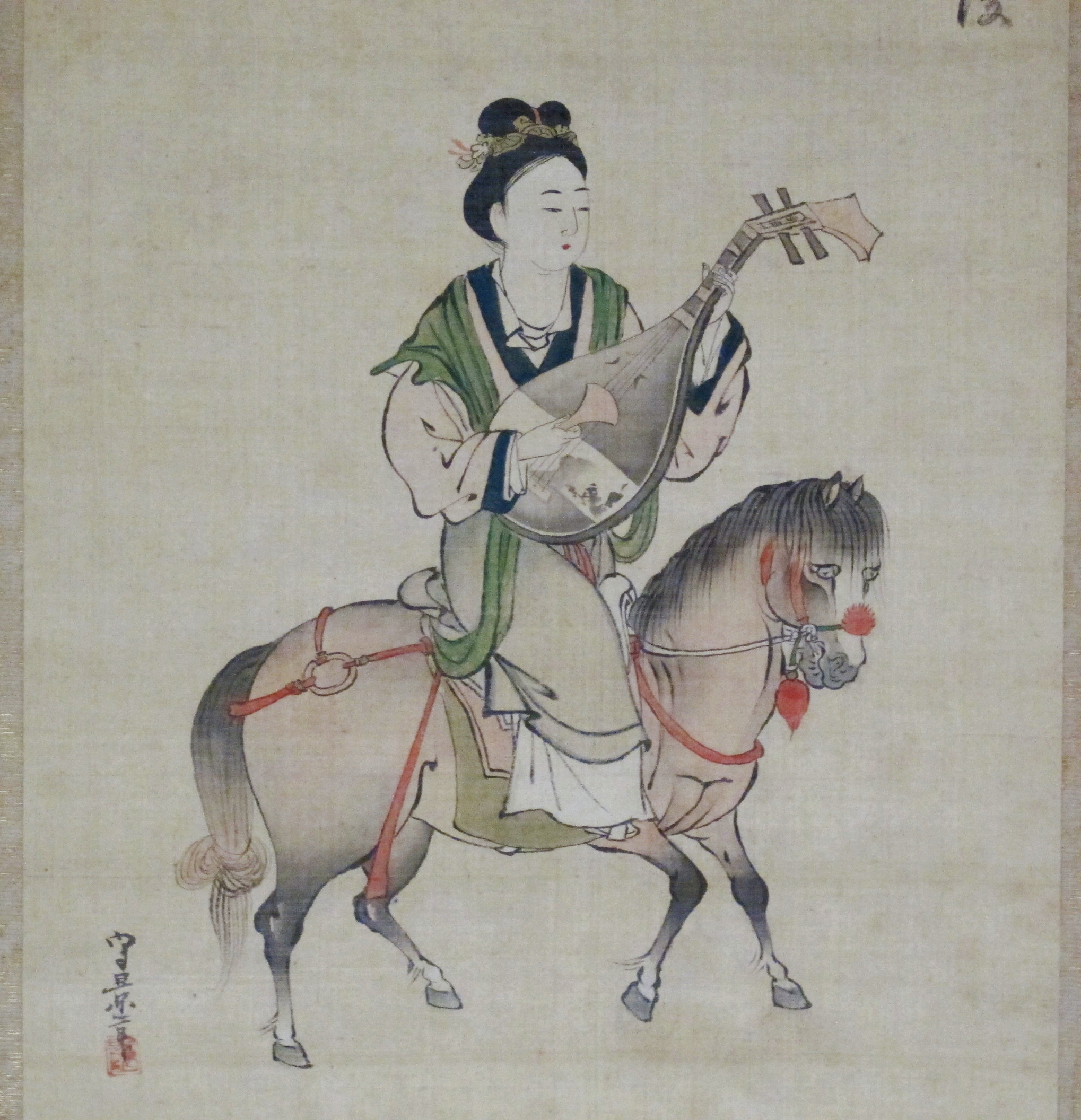
Wang Zhaojun
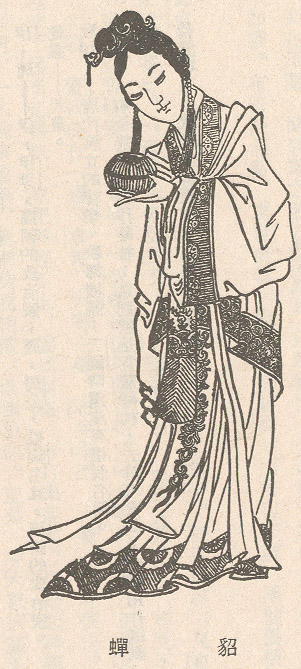
Diao Chan

## Legenden
Sie stellen zwar historische Figuren dar oder sind zumindest solchen nachempfunden, jedoch wurden ihre Lebensläufe mit zahlreichen Legenden ausgeschmückt. So sollen die Vier Schönheiten ihren Ruhm in der Nachwelt dem Zauber verdanken, den sie auf die Herrscher ihrer Zeit ausübten. Oft wird ihnen gar der Untergang eines Königreiches oder einer Dynastie zugeschrieben. Ihre Lebensgeschichten enden in der Legende meist tragisch.
Die Vier Schönheiten in chronologischer Reihenfolge:
- (西施) Xi Shi (zur Zeit der Frühlings- und Herbstannalen, 7. oder 6. Jahrhundert v. Chr.) soll „so schön [gewesen sein], dass ihr Anblick die Fische tiefer tauchen ließ“.
- (王昭君) Wang Zhaojun (während der Westlichen Han-Dynastie, 1. Jahrhundert v. Chr.) soll „so schön [gewesen sein], dass Gänse im Flug vom Himmel fielen“.
- (貂蟬 / 貂蝉) Diaochan (während der Östlichen Han-Dynastie, 2. Jahrhundert n. Chr.) hatte angeblich „ein Antlitz, bei dem der Vollmond sein Gesicht hinter den Wolken verbergen würde“.
- (楊貴妃 / 杨贵妃) Yang Guifei (während der Tang-Dynastie, 719–756), hatte angeblich „ein Gesicht, das alle Blumen beschämen würde“.

In einem kurzen Gedicht werden die Eigenschaften der vier Schönheiten folgendermaßen zusammengefasst:
| Chinesisch                                  | Pinyin                                                              | Übersetzung |
| ------------------------------------------- | ------------------------------------------------------------------- | --- |
| 西施沉魚。 昭君落雁。 貂嬋閉月。 貴妃羞花。 | Xī Shī chén yú. Zhāo Jūn luò yàn. Diāo Chán bì yuè. Guìfēi xiū huā. | Xi Shi lässt die Fische sinken. Wang Zhaojun lässt die Vögel herunterfallen. Diaochan lässt den Mond verschwinden. Yang Guifei beschämt die Blumen. |

## Darstellung in der Literatur
In der chinesischen Literatur werden die Vier Schönheiten als edel und unnahbar beschrieben, aber auch mit allen in China traditionell weiblichen Tugenden behaftet. Daneben werden ihnen immer wieder kleine Makel angedichtet, um ihre Gestalten wirklichkeitsnaher erscheinen zu lassen. Xi Shi soll beispielsweise größere Füße als die meisten Frauen ihrer Zeit gehabt und an Schmerzen im Brustkorb gelitten haben. Yang Guifei roch unangenehm und war etwas untersetzt, entsprach aber dem Schönheitsideal der Tang-Dynastie.
Von den Vier Schönheiten scheint lediglich Diaochan eine erdichtete Figur zu sein, da ihr Name in keiner historischen Quelle auftaucht. Im Buch der Späteren Han ist zwar eine Dienerin des damaligen Kriegsherrn Dong Zhuo erwähnt, mit der dessen Leibwächter Lü Bu eine Affäre hatte, aber deren Name nicht bekannt ist. Außerdem ist Diao ein ungewöhnlicher chinesischer Familienname, wohingegen diaochan den Hutschmuck der obersten Beamten der Jin-Dynastie bezeichnet.